# Nhà thờ Thánh Albert ở Třinec
Nhà thờ Thánh Albert ở Třinec (tiếng Séc: Kostel svatého Alberta v Třinci) là một nhà thờ Công giáo La Mã được xây dựng theo phong cách tân Gothic vào thế kỷ 19. Nhà thờ thuộc giáo phận Ostrava-Opava, tọa lạc ở thị trấn Třinec, huyện Frýdek-Místek, vùng Moravskoslezský, Cộng hòa Séc. Thánh đường này có tên trong danh sách các di tích văn hóa cấp quốc gia.

## Lịch sử
Nhà thờ dành riêng cho Thánh Albert của Jerusalem nổi bật với nền gạch xây màu xám, được hình thành trong giai đoạn 1882 - 1885. Mặt bằng nhà thờ được thiết kế theo hình cây thánh giá. Ngoài ra, phía trên lối vào chính là tòa tháp cao hoành tráng. Phần thân tháp có gắn một mặt đồng hồ. Phía sau tòa tháp cao là một số đỉnh tháp nhỏ hơn dùng để trang trí nhà thờ.
Năm 1932, vợ giám đốc xưởng đồ sắt Třinec tặng nhà thờ một bức tượng của Thánh Têrêsa thành Lisieux để cảm ơn Chúa vì Ngài đã ban ơn chữa lành cho gia đình cô.
Hiện nay, nhà thờ Thánh Albert ở Třinec cùng với các công trình kiến trúc lịch sử ở xung quanh (như tháp chuông, nhà kho và tòa nhà trang trại) đang được bảo tồn.